# Joshua Joseph
Joshua Joseph (16 de febrero de 2001) es un deportista estadounidense que compite en piragüismo en la modalidad de eslalon. Ganó dos medallas en los Juegos Panamericanos, en los años 2019 y 2023.

## Palmarés internacional
| Juegos Panamericanos | Juegos Panamericanos | Juegos Panamericanos | Juegos Panamericanos |
| Año                  | Lugar                | Medalla              | Competición          |
| -------------------- | -------------------- | -------------------- | -------------------- |
| 2019                 | Lima (Perú)          | Medalla de plata     | K1 extremo           |
| 2023                 | Santiago (Chile)     | Medalla de oro       | K1 individual        |